# Quercus gambelii
Quercus gambelii Nutt. – gatunek roślin z rodziny bukowatych (Fagaceae Dumort.). Występuje naturalnie w północnym Meksyku (w stanach Chihuahua, Coahuila i Sonora) oraz środkowo-zachodnich Stanach Zjednoczonych (w Dakocie Południowej, Wyoming, Nevadzie, Utah, Kolorado, Arizonie, Nowym Meksyku, Oklahomie i Teksasie). 

## Morfologia

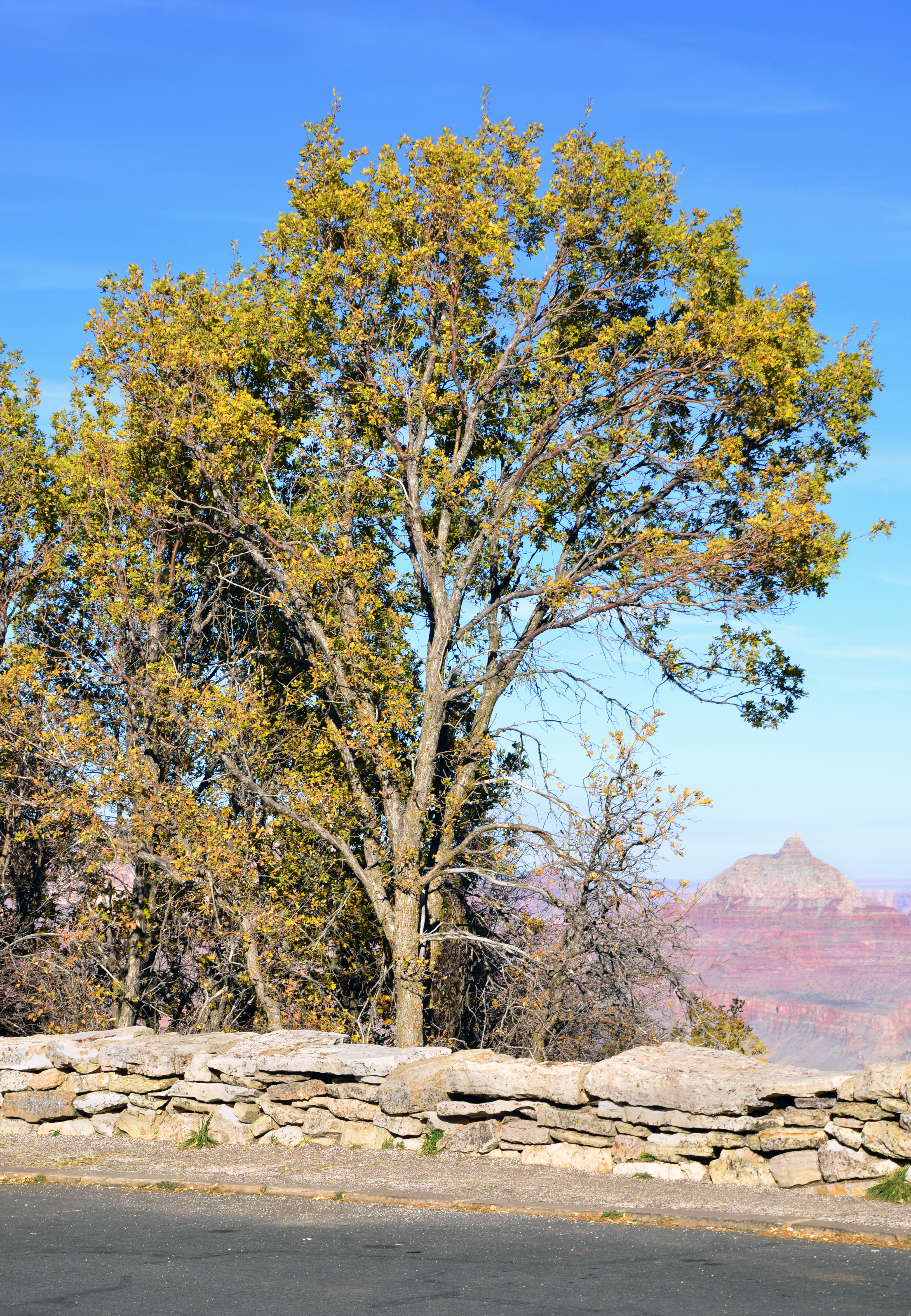
Pokrój

PokrójZrzucające liście drzewo lub krzew. Kora jest łuszcząca się i ma brązowoszarawą barwę.
LiścieBlaszka liściowa ma kształt od odwrotnie jajowatego do eliptycznego lub podługowatego. Mierzy 8–12 cm długości oraz 4–6 cm szerokości, jest całobrzega lub ząbkowana na brzegu, ma nasadę od ściętej do klinowej i zaokrąglony wierzchołek. Ogonek liściowy jest nagi i ma 10–20 mm długości.
OwoceOrzechy zwane żołędziami o kształcie od jajowatego do elipsoidalnego, dorastają do 12–15 mm długości i 7–12 mm średnicy. Osadzone są pojedynczo w miseczkach w kształcie kubka, które mierzą 5–8 mm długości i 7–15 mm średnicy. Orzechy otulone są w miseczkach do 25–50% ich długości.

## Biologia i ekologia
Rośnie w lasach mieszanych. Występuje na wysokości od 1000 do 3000 m n.p.m.

## Zastosowanie
Niektóre plemiona Indian używały tego gatunku w medycynie tradycyjnej oraz w ceremonii szamańskich.